# Championnats du monde de judo 1956

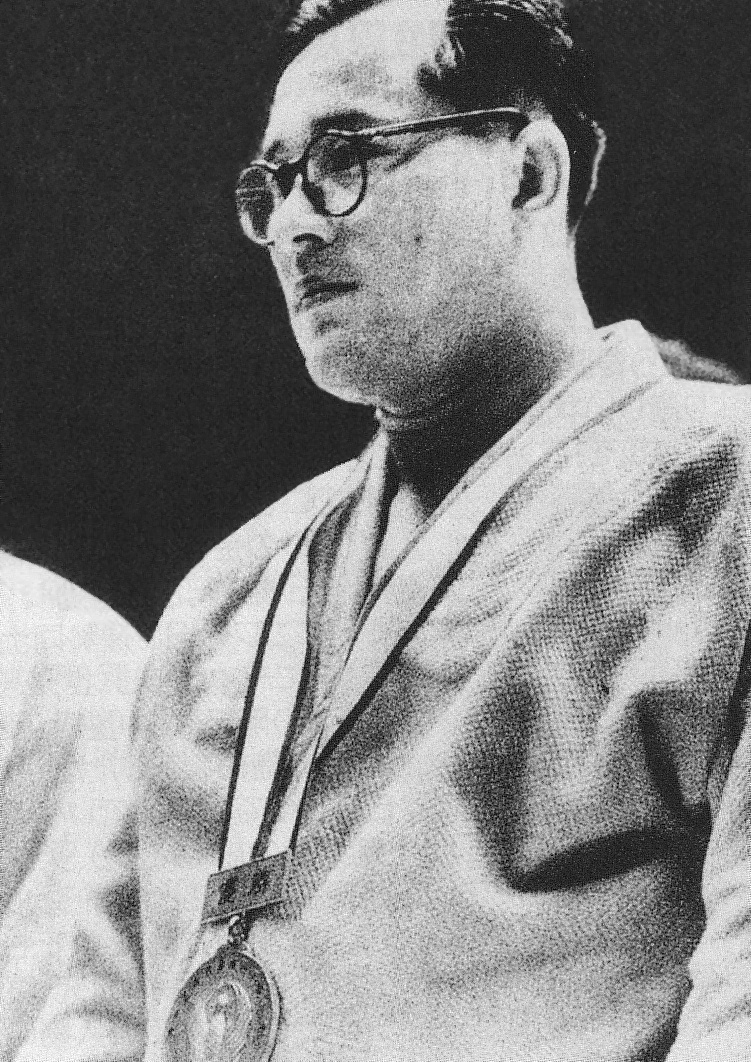
Le judoka japonais Shōkichi Natsui, lors de sa victoire aux championnats du monde de judo en 1956

Les Championnats du monde de judo 1956 se sont déroulés à Tokyo au Japon. Ce fut le premier championnat du monde de judo. Une seule épreuve de judo, masculine, était organisée dans une catégorie de poids unique, celle des toutes catégories.

## Résultats

### Hommes
| Catégories        | Or              | Argent               | Bronze                       |
| ----------------- | --------------- | -------------------- | ---------------------------- |
| Toutes catégories | Shokichi Natsui | Yoshihiko Yoshimatsu | Henri Courtine Anton Geesink |

## Tableau des médailles
| Rang | Nation   | Or | Argent | Bronze | Total |
| ---- | -------- | -- | ------ | ------ | ----- |
| 1    | Japon    | 1  | 1      | 0      | 2     |
| 2    | France   | 0  | 0      | 1      | 1     |
| -    | Pays-Bas | 0  | 0      | 1      | 1     |

## Source
- Sur les trois premiers championnats du monde se disputait la place de 3eme , en 1956 Anton Geesink bat Henri Courtine pour cette troisième place !
- (en) Judoinside.com